# Ematurga microcosma
Ematurga microcosma är en fjärilsart som beskrevs av Geoffroy 1785. Ematurga microcosma ingår i släktet Ematurga och familjen mätare. Inga underarter finns listade i Catalogue of Life.